# Rudolf-Diesel-Fachschule
Die Rudolf-Diesel-Fachschule Nürnberg ist die größte Technikerschule in der Metropolregion Nürnberg-Fürth-Erlangen. Sie bildet zum staatlich geprüften Techniker in den Fachrichtungen Bautechnik, Elektrotechnik, Informatiktechnik, Maschinenbautechnik und Mechatronik aus. Darüber hinaus wird die Fachrichtung Wirtschaftsinformatik angeboten.

## Allgemeine Informationen
Der Standort der Schule ist in 90491 Nürnberg, Äußere Bayreuther Straße 8. Der Namensgeber der Rudolf-Diesel-Fachschule ist Rudolf Diesel, der Erfinder des Dieselmotors. Der Sachaufwandsträger ist die Stadt Nürnberg. Die Ausbildung wird entweder in Vollzeit (ganztägig) oder berufsbegleitend in Teilzeit (Abendschule) angeboten. Zurzeit (Stand Februar 2024) unterrichten 44 Lehrkräfte 345 Schülerinnen und Schüler. Es wird kein Schulgeld für den Besuch erhoben. Die Schule ist eingegliedert in Europas größtem Berufsschulzentrum im Norden Nürnbergs.

## Geschichtliches
Die Geschichte der Rudolf-Diesel-Fachschule beginnt am 16. Juni 1910 mit der Eingabe an den Stadtmagistrat der Stadt Nürnberg, die Einrichtung eines „Offenen Zeichensaales“ zu genehmigen. Jungen Leuten aus dem Kunstgewerbe sollte Gelegenheit gegeben werden, sich in ihrer Freizeit zeichnerisch weiterzubilden. Damit wurden erste Bildungswege für Berufstätige erschlossen.
Im Jahre 1918 wurde das Angebot um weitere Bildungsbereiche wie Mathematik, Physik, Stilgeschichte, Philosophie und kaufmännische Fächer erweitert. Der ehemalige „Offene Zeichensaal“ wurde in die städtischen Volksbildungskurse mit offenem Zeichen- und Arbeitssaal umbenannt und umstrukturiert. 1923 konnten erstmals spezielle Fachklassen für Maschinenbau und Elektrotechnik eingerichtet werden und ein Jahr später wurde die Fachschule für Buchgewerbe und Grafik integriert.
1938 wurde die Institution abermals umstrukturiert und diente nun unter dem Namen Städtische Berufsoberschule (BO) – nicht zu verwechseln mit der jetzigen Berufsoberschule – ausschließlich der beruflichen Weiterbildung. Die BO gliederte sich in zwei Abteilungen: eine kaufmännische und eine gewerblich-industrielle Fachrichtung.
Im Jahre 1967 musste die Schule anders bezeichnet werden, da das Gesetz über das berufliche Schulwesen die Begriffe „Oberschule“ für einen anderen Schultyp festlegte. Da Maschinenbau, einen Schwerpunkt der Ausbildung darstellte, erhielt sie ab 1967 den Namen Rudolf-Diesel-Fachschule. Es wurden inzwischen vier Fachrichtungen angeboten:
- Bautechnik,
- Drucktechnik,
- Elektro- und
- Maschinenbautechnik.

Ab 1973 schloss die Ausbildung nach erfolgreicher Teilnahme an der Technikerprüfung mit dem Zertifikat eines Staatlich geprüften Technikers ab. Alle anderen Ausbildungsrichtungen wie zum Beispiel die kaufmännischen und künstlerischen wurden aus der Rudolf-Diesel-Fachschule ausgegliedert.
Aufgrund von strukturellen Änderungen im beruflichen Bereich der Nürnberger Schulen wurde schließlich ab dem Schuljahr 1979/80 die Rudolf-Diesel-Fachschule zusammen mit der Berufsschule Druck und Schauwerbung unter neuem Namen zur Beruflichen Schule, Direktorat 9 zusammengefasst. Gleichzeitig erfolgte ab diesem Zeitpunkt die Ausbildung in den Räumen des Berufsbildungszentrums in der Äußeren Bayreuther Straße. Ergänzend zur Technikerausbildung konnte durch eine Zusatzprüfung der mittlere Bildungsabschluss und daran anschließend in einem zweijährigen Abendlehrgang, die Fachhochschulreife erworben werden. Weil die Messeveranstaltungen in der „Alten Messe“ am Leipziger Platz wegen der beengten Verhältnisse nach Langwasser verlegt worden waren, konnte das Berufsbildungszentrum (BBZ) in seiner heutigen Form gegenüber dem Nürnberger Stadtpark gebaut werden.
In den 1990er Jahren galt es, vorrangig die rasante technische Weiterentwicklung auf dem Gebiet der EDV im Unterricht umzusetzen und mit dem Schuljahr 1999/2000 erfolgte die bisher letzte Umstrukturierung der Rudolf-Diesel-Fachschule. Aufgrund eines Beschlusses des Stadtrates wurden die Abteilungen Bau-, Elektro- und Maschinenbautechnik, einschließlich der Kurse zum Erwerb der Fachhochschulreife, verwaltungstechnisch unter Beibehaltung des Namens „Rudolf-Diesel-Fachschule“ der Beruflichen Schule, Direktorat 2 zugeordnet. Die Abteilung Drucktechnik (Erst- und Technikerausbildung) wurde organisatorisch in die Berufliche Schule, Direktorat 6 integriert. Das neu geschaffene „Kompetenzzentrum für Medien und Marketing“ soll technische und kaufmännische Medienberufe zusammenführen. Die jeweiligen Unterrichts- und Ausbildungsräume blieben von Veränderungen unberührt.
Seit dem Schuljahr 2001/2002 wird die Fachrichtung Informatiktechnik an der Rudolf-Diesel-Fachschule beschult. Im Schuljahr 2009/2010 wurde die Fachrichtung Mechatroniktechnik eingeführt.
Seit dem Schuljahr 2023/2024 wird zudem die Fachrichtung Wirtschaftsinformatik angeboten.